# Rakowo (województwo podlaskie)
Rakowo – wieś w Polsce, położona w województwie podlaskim, w powiecie grajewskim, w gminie Szczuczyn.
| SIMC    | Nazwa      | Rodzaj     |
| ------- | ---------- | ---------- |
| 0406995 | Przeszkoda | przysiółek |

W latach 1975–1998 wieś położona była w województwie łomżyńskim.
Prywatna wieś szlachecka położona była w drugiej połowie XVI wieku w powiecie wąsoskim ziemi wiskiej województwa mazowieckiego. 
W okresie międzywojennym w miejscowości stacjonowała placówka Straży Celnej „Rakowo” a następnie placówka Straży Granicznej I linii „Rakowo”.
Wierni kościoła rzymskokatolickiego należą do parafii Imienia Najświętszej Maryi Panny w Szczuczynie.